# Steppomitra hadacii
Steppomitra hadacii är en bladmossart som beskrevs av Accepted name, Bull. Soc. Amis Sci. Lett. Poznan, Ser. D, Sci. Biol.. Steppomitra hadacii ingår i släktet Steppomitra och familjen Funariaceae. Inga underarter finns listade i Catalogue of Life.